# 1991-es UNCAF-nemzetek kupája (keretek)
Ebben a listában találhatók az 1991-es UNCAF-nemzetek kupája keretei. A lista nem teljes!

## Costa Rica
Szövetségi kapitány: Rolando Villalobos
| Szám | Poszt | Név                | Születési dátum (Kor) | Vál. | Klub |
| ---- | ----- | ------------------ | --------------------- | ---- | ---- |
|      | K     | Hermidio Barrantes |                       |      |      |
|      | K     | José Alexis Rojas  |                       |      |      |
|      | V     | Vladimir Quesada   |                       |      |      |
|      | V     | Róger Flores       |                       |      |      |
|      | V     | Mauricio Montero   |                       |      |      |
|      | V     | Héctor Marchena    |                       |      |      |
|      | V     | Edwin Salazar      |                       |      |      |
|      | V     | Floyd Guthrie      |                       |      |      |
|      | KP    | Oscar Ramírez      |                       |      |      |
|      | KP    | Róger Gómez        |                       |      |      |
|      | KP    | Roy Myers          |                       |      |      |
|      | KP    | Carlos Velásquez   |                       |      |      |
|      | KP    | Eusebio Montero    |                       |      |      |
|      | CS    | Claudio Jara       |                       |      |      |
|      | CS    | Róger Flores       |                       |      |      |
|      | CS    | Javier Wanchope    |                       |      |      |
|      | CS    | Norman Pin Gómez   |                       |      |      |
|      | CS    | Gúnther Mayorga    |                       |      |      |

## Guatemala
Szövetségi kapitány:  Haroldo Cordón
| Szám | Poszt | Név                 | Születési dátum (Kor) | Vál. | Klub               |
| ---- | ----- | ------------------- | --------------------- | ---- | ------------------ |
|      | K     | Jorge Marotta       |                       |      | GUA                |
|      | V     | Erick Miranda       |                       |      | GUA                |
|      | V     | Eduardo Acevedo     |                       |      | CSD Comunicaciones |
|      | V     | Marlon Iván León    |                       |      | GUA                |
|      | V     | René Villavicencio  |                       |      | GUA                |
|      | KP    | Jorge Aníbal Vargas |                       |      | GUA                |
|      | KP    | Everaldo Valencia   |                       |      | Deportivo Galcasa  |
|      | KP    | Leonel Contreras    |                       |      | GUA                |
|      | KP    | Luis Alfonso Espel  |                       |      | GUA                |
|      | CS    | Edwin Westphal      |                       |      | Izabal JC          |
|      | CS    | Roderico Méndez     |                       |      | Aurora FC          |

## Honduras
Szövetségi kapitány: 

## Salvador
Szövetségi kapitány:  Oscar Benitez

| Szám | Poszt | Név                  | Születési dátum (Kor) | Vál. | Klub                |
| ---- | ----- | -------------------- | --------------------- | ---- | ------------------- |
|      | V     | Jorge Rodriguez      | 1971. május 20.       |      | AD Isidro Metapan   |
|      | CS    | Raul Diaz Arce       |                       |      | CD Luis Angel Firpo |
|      | V     | Sergio Valencia      |                       |      | SLV                 |
|      | K     | Álvaro Misael Alfaro |                       |      | Alianza FC          |
|      | KP    | Guillermo Rivera     |                       |      | C.D. FAS            |
|      | V     | William Osorio       |                       |      | SLV                 |
|      | KP    | Mauricio Cienfuegos  |                       |      | Morelia             |
|      | CS    | Luis Oscar Lazo      |                       |      | SLV                 |

## Külső hivatkozások
- RSSSF Archív